# Яцухаси
Яцухаси (яп. 八ツ橋 яцухаси, «Восемь мостов») — японские сладости (вагаси), одни из самых известных региональных продуктов Киото, изготавливаемые из рисовой муки, сахара и корицы. Также добавляют чёрный кунжут, сладкие бобы или зелёный чай.

## Этимология
Название сладости произошло от названия формы мостов, используемой как элемент ландшафтного дизайна в японских садах. Яцухаси — японские восьмичастные деревянные мостки зигзагообразной формы. Сюжет взят из японского эпоса «Повесть о Гэндзи». Существует несколько версий появления такой зигзагообразной формы мостков — от таких, что зигзаг символизирует превратности и трудности на жизненном пути человека, до наделения яцухаси охранными способностями против злых духов, которые могут перемещаться только по прямой. Изначально «восемь мостов» в «Повести о Гэндзи» — это болотистая местность, через которую была построена переправа из деревянных секций и которая была криволинейной вследствие особенностей окружающего ландшафта.